# Marmosa de Junín
La marmosa de Junín (Marmosops juninensis) és una espècie d'opòssum coneguda únicament de la vall del riu Chanchamayo, al Perú, on viu en selves nebuloses andines a altituds d'entre 1.460 i 2.200 metres.